# Marina Janicke
Marina Janicke, później Höhne (ur. 19 czerwca 1954 w Berlinie) – niemiecka skoczkini do wody, dwukrotna medalistka olimpijska z Monachium.

## Kariera sportowa
Reprezentowała barwy NRD. Zawody w 1972 były jego jedynymi igrzyskami olimpijskimi. Zdobyła brąz w obu rozgrywanych konkurencjach skoków do wody kobiet: skokach z trampoliny trzymetrowej i dziesięciometrowej wieży. Zdobyła brązowy medal mistrzostw świata w 1973 w skokach z trampoliny oraz srebro mistrzostw Europy w 1970 w skokach z trzymetrowej trampoliny i wieży dziesięciometrowej.